# Родоська Перея

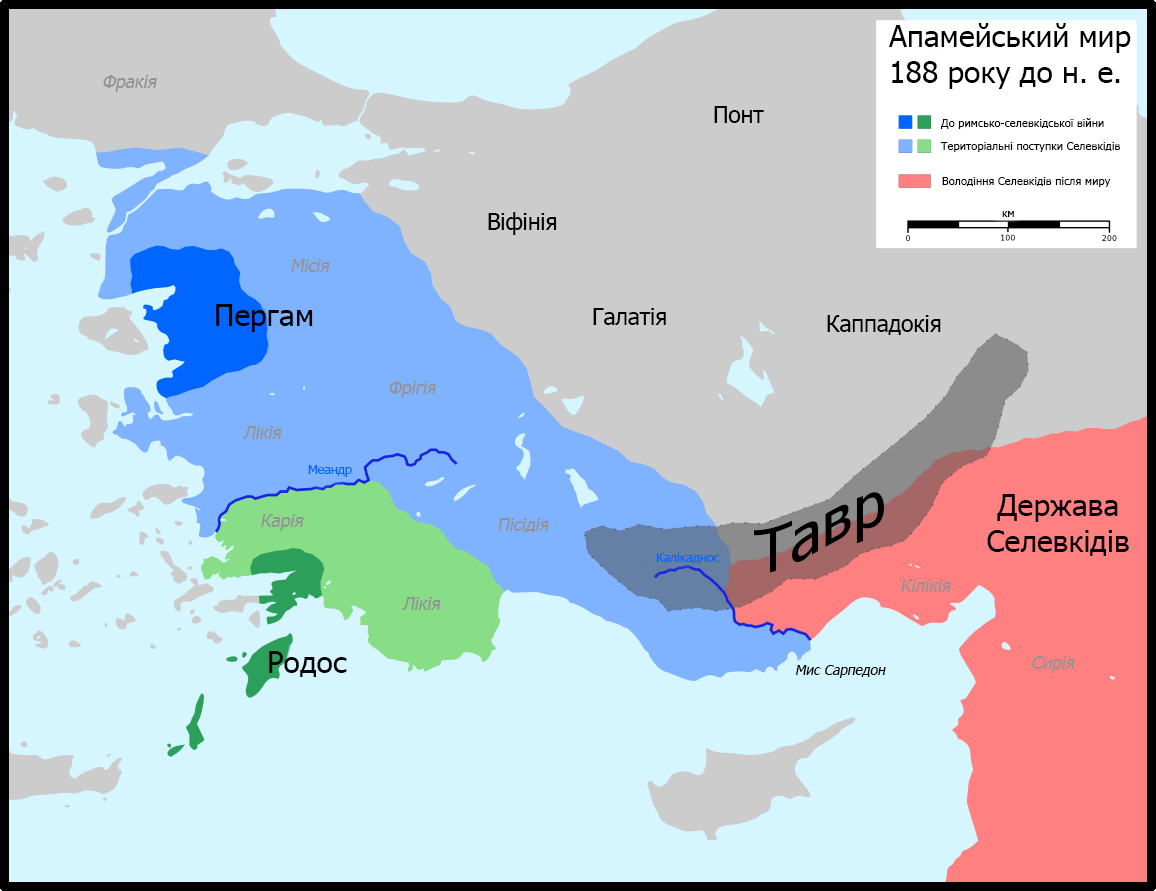
Мала Азія після Апамейського договору 188 р. до н. е. Темно-зеленим кольором позначені давні полодіння Родосу на материку, а світло-зеленим — володіння отримані в результаті Апамейського договору.

Родоська Перея або Перая (дав.-гр. ἡ τῶν Ῥοδίων περαία) — назва території південного узбережжя регіону Карія в західній Малій Азії, яка в V—I століттях до нашої ери знаходилась під контролем та колонізувалась сусіднім островом Родос.

## Історія
Вже в класичні часи, ще до синойкізму усіх родоських громад та створення єдиної Родоської держави в 408 році до нашої ери, три міста-держави з острова Родос — Ліндос, Яліссос і Камейрос володіли власними територіями на материковій частині Малої Азії. Після об'єднання остррова в єдину державу, ці території включали частину Кнідського півострова (але не саме місто Кнід), а також сусідній півострів Трахея та прилегла до цих півостровів частина регіону Карії. Як і сам Родос, ці території були поділені на деми, а їхні громадяни були громадянами Родосу.
Протягом елліністичного періоду з додаванням різних васальних регіонів розміри Родоської Переї зросли. Вони досягли найбільшого розміру в результаті Аламейського договору в 188 р. до н. е., коли вся Карія та Лікія на південь від річки Меандр потрапили під владу Родосу, проте цей період тривав недовго. Коли Родос в 167 році до н. е. підкорився Риму, цей регіон знову був втрачений. Протягом цього часу Перая включала повністю об'єднану частину, що лежала між Кнідом і Кавном, яка, як і раніше, була поділена на деми та була частиною Родосської держави, а також решту Карії та Лікії, які входили до Родосу. Родос зберіг частину своїх старих володінь в Азії до 39 року до н. е., коли вони були передані Стратонікеї.

### СтародавняКарія:
- Oğuz-Kırca, E.D. 2015a. Two Models of Fortresses/ Fortress Settlements in the Carian Chersonesos (Karya Khersonesosu'nda (Pera) İki Tip Kale/ Kale Yerleşimi). TÜBA-AR 18: 125—143.
- Oğuz-Kırca, E.D. 2015b. The Chora and The Core: A General Look at the Rural Settlement Pattern of (Pre)Hellenistic Bozburun Peninsula, Turkey. PAUSBED 20: 33-62.